# Härjedalen (landschap)
Härjedalen is een landschap in de Zweedse provincie Jämtlands län, regio Norrland. Tot 1645 was Härjedalen, samen met het aangrenzende Jämtland, deel van Noorwegen.

## Kenmerken
Uitgestrekte en ongerepte natuurgebieden kenmerken dit dunbevolkte gebied. Naast de bruine beer, en kuddes rendieren, vind je hier ook eland, lynx, vos, hert, bever, auerhoen en andere hoenders.
Het landschap met zijn door gletsjers afgesleten bergtoppen, waarvan er een veertigtal boven de 1000 meter liggen, is ook het hoogst gelegen gebied van Zweden. De boomgrens ligt op ca. 750 meter hoogte en door de schitterende dalen stromen - soms wilde - rivieren, beken en hebben zich vele grote meren gevormd. Grote aantallen voorkomende vissoorten als vlagzalm, meerforel en baars kunnen leven in het schone water

## Natuurgebieden
- Helagsfjället
- Rogen

Ångermanland · Blekinge · Bohuslän · Dalarna · Dalsland · Gästrikland · Gotland · Halland · Hälsingland · Härjedalen · Jämtland · Lapland · Medelpad · Närke · Norrbotten · Öland · Östergötland · Skåne · Småland · Södermanland · Uppland · Värmland · Västerbotten · Västergötland · Västmanland